# Савченко, Владимир Николаевич
Влади́мир Никола́евич Са́вченко (укр. Володимир Миколайович Савченко; род. 9 сентября 1973, Донецк) — украинский вратарь, тренер. Выступал за сборную Украины.

## Карьера

### Клубная
В 1991 году выступал за харьковский «Маяк», принимавший участие во 2-й низшей лиге Чемпионата СССР (по совместительству — Чемпионат Украинской ССР. Команда заняла последнее место, не сумев выиграть ни одного матча, сыграв 10 встреч вничью и проиграв 40 матчей (разница мячей 31:121). Владимир Савченко принял участие в 40 матчах команды. С обретением независимости команда была передана на баланс школы олимпийского резерва, и сменила в этой связи название на «Олимпик». Весной 1992 года приняла участие в переходной лиге 1-го Чемпионата Украины по футболу. Проведя 16 встреч, команда заняла 6-е место из 9 участников в своей подгруппе, не сумев квалифицироваться во Вторую лигу. Владимир Савченко принял участие в 14-ти матчах команды. В межсезонье 1992 года перешёл в харьковский «Металлист». Первый сезон в клубе провёл в запасе, не сыграв ни одной игры. В следующем провёл 15 игр, пропустил 29 мячей. Всего за клуб сыграл 27 игр. По ходу сезона 1994/1995 перешёл в «ЦСКА-Борисфен», с которым выиграл серебряные медали и право выступать в следующем сезоне в Высшей лиге. В сезоне принял участие в 11 матчах. В следующем сезоне в Высшей лиге провёл за клуб всего 2 матча, пропустил 1 гол. Всего в Высшей лиге чемпионата Украины сыграл 17 игр, пропустил 31 гол.
В 1996 году перешёл в южнокорейский «Анян Эл-Джи Читас», за который провёл 7 игр.
В дальнейшем выступал в Высшей/Премьер-лиге чемпионата России. Провёл 36 «сухих» матчей.

### В сборной
За сборную Украины сыграл 2 матча (пропустил 3 гола), во время южнокорейского турне в сентябре 1994 года против команды хозяев

## Достижения

### Украина
- Серебряный призёр Первой лиги Украины: 1994/95

### Россия
- Победитель первенства Первого дивизиона России: 2004
- Обладатель Кубка России: 2004
- Финалист Кубка России: 2003